# Liudmyla Luzan
Liudmyla Luzan, née le 27 mai 1992 à Ivano-Frankivsk, est une céiste ukrainienne pratiquant la course en ligne. Elle remporte la médaille de bronze en C1 - 200 m lors des Jeux olympiques d'été de 2020 à Tokyo.

## Carrière
Lors des Championnats d'Europe de course en ligne de canoë-kayak 2021, elle remporte deux médailles d'or, une en 500 m en C-1 et une autre en 500m en C-2.
Elle remporte la médaille de bronze en C1 - 200 m lors des Jeux olympiques d'été de 2020 à Tokyo.

## Palmarès

### Jeux olympiques
- médaille d'argent en C2-500 m aux Jeux olympiques d'été de 2020 à Tokyo
- médaille de bronze en C1-200 m aux Jeux olympiques d'été de 2020 à Tokyo

### Jeux olympiques de la jeunesse
- médaille d'argent en course en ligne C1 aux Jeux olympiques de la jeunesse de 2014 à Nankin

### Championnats d'Europe
- médaille de bronze en C1-500 m aux Championnats d'Europe de course en ligne de 2018 à Belgrade
- médaille d'or en C1-500 m aux Championnats d'Europe de course en ligne de 2021 à Poznań
- médaille d'or en C2-500 m aux Championnats d'Europe de course en ligne de 2021 à Poznań
- médaille d'argent en C1-200 m aux Championnats d'Europe de course en ligne de 2021 à Poznań
- médaille d'argent en C2-200 m aux Championnats d'Europe de course en ligne de 2021 à Poznań

### Jeux européens
- Jeux européens de 2023 à Cracovie
  -  Médaille d'or en C-1 500 m
  -  Médaille d'or en C-2 500 m
  -  Médaille d'argent en C-1 200 m